# Eparchia twerska
Eparchia twerska – eparchia Rosyjskiego Kościoła Prawosławnego z siedzibą w Twerze. Obecnym ordynariuszem jest metropolita twerski i kaszyński Ambroży (Jermakow). Funkcje katedry pełni sobór Przemienienia Pańskiego w Twerze. 

## Historia
Jest to jedna ze starszych jednostek administracyjnych Rosyjskiego Kościoła Prawosławnego, powołana przed 1271 pod nazwą eparchii twerskiej i kaszyńskiej, poprzez wydzielenie z eparchii suzdalskiej. Od 1589 posiadała status arcybiskupstwa. Pierwszym biskupem twerskim był Symeon; do czasów współczesnych godność tę piastowało 79 hierarchów.
W XX wieku eparchia kilkakrotnie zmieniała nazwę oraz zasięg terytorialny:
- w latach 1928–1943 – kalinińska i kaszyńska,
- w latach 1943–1944 – kalinińska i smoleńska,
- w latach 1944–1950 – kalinińska i wielkołucka,
- w latach 1950–1990 – kalinińska i kaszyńska.

Następnie miał miejsce powrót do nazwy historycznej. W 2011 z terytorium eparchii wydzielono dwie nowe: rżewską i bieżecką.

### Biskupi twerscy
- Symeon I, 1272–1289
- Andrzej, 1289–1315
- Warsonofiusz I, 1315–1328
- Teodor I, 1330–1342
- Teodor II, 1344–1360
- Bazyli, 1361–1372
- Eutymiusz (Wisleń), 1374–1390
- Arseniusz, 1390–1409
- Antoni, 1411–1416
- Eliasz, 1435–1451
- Mojżesz, 1453–1461
- Gennadiusz (Kożyn), 1461–1477
- Wassian, 1477–1508
- Nil, 1509–1521
- Akacjusz, 1522–1567
- Warsonofiusz II, 1567–1570
- Sawa, 1570–1572
- Teodoryt, 1573–?
- Zachariasz, 1578–1602
- Teoktyst, 1603–1609
- Arseniusz, 1613–1615
- Pafnucy, 1620–1628
- Eutymiusz, 1628–1642
- Jonasz, 1642–1654
- Laurenty, 1654–1657
- Joazaf, 1657–1676
- Symeon II, 1676–1681
- Warsonofiusz (Czertkow-Jeropkin), 1681
- Sergiusz (Wiełtachow), 1682–1702
- Kalikst (Poborski), 1703–1711
- Aleksy (Titow), 1712–1714
- Warłaam (Kossowski), 1714–1720
- Sylwester (Chołmski), 1720–1723
- Teofilakt (Łopatinski), 1723–1738
- Mitrofan (Słotwinski), 1739–1752
- Beniamin (Pucek-Hryhorowicz), 1753–1758
- Atanazy (Wolchowski), 1758–1763
- Innocenty (Nieczajew), 1763
- Gabriel (Pietrow-Szaposznikow), 1763–1770
- Platon (Lewszyn), 1770–1775
- Arseniusz (Wierieszczagin), 1775–1783
- Joazaf (Zabołocki), 1783–1788
- Tichon (Malinin), 1788–1792
- Ireneusz (Klemientjewski), 1792–1798
- Paweł (Ponomariow), 1798–1799
- Paweł (Ziornow), 1800–1803
- Metody (Smirnow), 1803–1814
- Serafin (Głagolewski), 1814–1819
- Filaret (Drozdow), 1819–1820
- Szymon (Kryłow-Płatonow), 1820–1821
- Jonasz (Pawinski), 1821–1826
- Ambroży (Protasow), 1826–1831
- Grzegorz (Postnikow), 1831–1848
- Gabriel (Rozanow), 1848–1857
- Filoteusz (Uspienski), 1857–1876
- Aleksy (Rżanicyn), 1876–1877
- Euzebiusz (Iljinski), 1877–1879
- Sawa (Tichomirow), 1879–1896
- Dymitr (Sambikin), 1896–1905
- Mikołaj (Ziorow), 1905
- Mikołaj (Nalimow), 1905
- Aleksy (Opocki), 1905–1910
- Antoni (Karżawin), 1910–1914
- Serafin (Cziczagow), 1914–1917
- Arseniusz (Smoleniec), 1917, locum tenens
- Piotr (Zwieriew), 1921–1922, locum tenens
- Serafin (Aleksandrow), 1922–1928
- Paweł (Pawłowski), 1926, locum tenens
- Tadeusz (Uspienski), 1928–1936
- Nikifor (Nikolski), 1936–1937
- Palladiusz (Szerstiennikow), 1937–1943
- Bazyli (Ratmirow), 1943–1944
- Rafał (Bieriezin), 1944–1945
- Arseniusz (Kryłow), 1945–1950
- Aleksy (Siergiejew), 1950–1954
- Warsonofiusz (Griniewicz), 1954–1958
- Makary (Dajew), 1958, locum tenens
- Teodozjusz (Pogorski), 1958–1960
- Aleksy (Konoplow), 1960
- Innocenty (Leofierow), 1960–1971
- Filaret (Wachromiejew), 1971–1972, locum tenens
- Hermogen (Oriechow), 1972–1978
- Aleksy (Konoplow), 1978–1988
- Wiktor (Olejnik), 1988–2018
- Sawa (Michiejew), 2018–2020
- Ambroży (Jermakow), od 2020

## Podział administracyjny
Według danych z 2016 eparchia twerska dzieli się na 13 dekanatów:
- dekanat I twerski
- dekanat II twerski
- dekanat bołogowski
- dekanat wyszniewołocki
- dekanat I kaliniński
- dekanat II kaliniński
- dekanat kaszyński
- dekanat kimrski
- dekanat konakowski
- dekanat ostaszkowski
- dekanat rżewski
- dekanat torżocki
- dekanat monasterski

Ponadto w eparchii istnieje dekanat grupujący cerkwie przy szpitalach i instytucjach dobroczynnych.

### Monastery

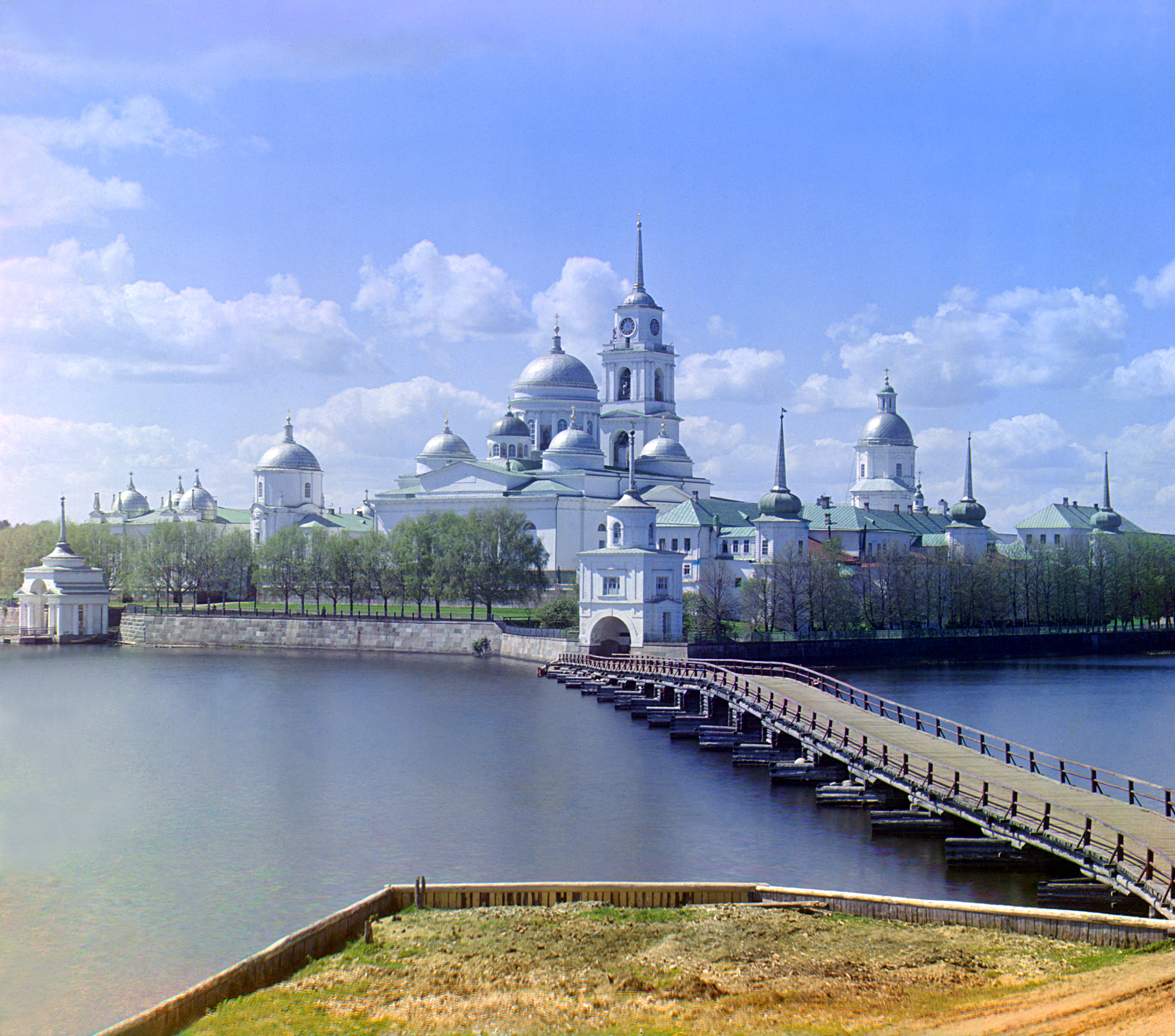
Pustelnia Niłowo-Stołobieńska

Na terenie eparchii twerskiej działają następujące monastery:
- Pustelnia Niłowo-Stołobieńska, męski
- Monaster Świętych Borysa i Gleba w Torżoku, męski
- Monaster Zaśnięcia Matki Bożej w Staricy, męski
- Monaster św. Mikołaja w Nikoło-Malicy, męski
- Monaster św. Katarzyny w Twerze, żeński
- Monaster Narodzenia Pańskiego w Twerze, żeński
- Monaster Kazańskiej Ikony Matki Bożej w Wysznim Wołoczku, żeński
- Monaster Zwiastowania w Bieżecku, żeński
- Monaster św. Mikołaja w Kaszynie, żeński
- Monaster Wniebowstąpienia Pańskiego w Orszy, żeński
- Monaster św. Olgi w Wołgowierchowiu, żeński
- Monaster Matki Bożej w Ostaszkowie, żeński
- Pustelnia Nikoło-Tieriebieńska, żeńska
- Monaster św. Tichona w Toropcu, żeński